# 르프레제역
르프레제역(Le Prese)은 스위스 그라우뷘덴주 포스키아보 시에 있는 르프레제(Le Prese) 마을에 있는 기차역이다. 이 역은 래티셰 철도의 베르니나선에 위치해 있다.
역은 도로에 위치하며 단일 연석 플랫폼과 휴게소 건물이 있는 차도 내의 단일 트랙으로 구성된다. 역 북쪽에서 이 노선은 르프레제 마을을 지나 스피나다스치오의 통과 루프에 도달할 때 도로 교통과 거리를 계속 공유한다. 남쪽으로는 미라라고까지 도로와 포스키아보 호수 사이를 운행한다.
역은 1908년 7월 1일 베르니나선의 티라노에서 포스키아보 구간이 개통되면서 개업했다. 원래 기차 서비스는 호텔 입구 바로 앞에서 중단되었으며, 1975년까지 역에는 통과 루프가 있었다.

## 운행편
다음 서비스는 리쿠르트에서 정차한다.
- 베르니나 익스프레스 : 쿠어 또는 생모리츠와 티라노 사이를 하루에 여러 번 왕복
- 레기오 : 생모리츠와 티라노 사이를 매시간 운행